# Capitulação de Stettin
Na Capitulação de Stettin, ocorrida entre 29 e 30 de outubro de 1806, o tenente-general Friedrich Gisbert Wilhelm von Romberg rendeu a guarnição e a fortaleza a uma brigada de cavalaria ligeira francesa muito menor liderada pelo general da brigada Antoine Lasalle. Este evento foi uma das várias rendições de soldados prussianos desmoralizados a forças francesas iguais ou inferiores após sua derrota desastrosa na Batalha de Jena-Auerstedt em 14 de outubro. Stettin, agora Szczecin, Polônia, é uma cidade portuária no rio Óder, perto do Mar Báltico, a cerca de 120 km (75 mi) nordeste de Berlim.
Depois de Jena-Auerstedt, os exércitos prussianos quebrados cruzaram o rio Elba e fugiram para o nordeste na tentativa de alcançar a margem leste do Óder. Após uma perseguição de duas semanas, o marechal Joachim Murat interceptou mais de 10 000 prussianos na Batalha de Prenzlau e os fez se render em 28 de outubro. No dia seguinte, Lasalle e outra brigada de cavalaria ligeira francesa induziram mais 4 200 prussianos a depor suas armas na Capitulação de Pasewalk. Na tarde do dia 29, Lasalle apareceu diante da fortaleza de Stettin e exigiu sua rendição. Romberg, completamente enervado, acreditando que ele foi confrontado por 30 000 franceses, entrou em negociações com Lasalle e rendeu Stettin naquela noite. As estimativas dos números variam entre 500 hussardos franceses do 5º e 7º hussardos e 5 000 a 6 000 prussianos dentro da guarnição.
Dentro de uma semana, a fortaleza de Küstrin capitulou e três colunas prussianas isoladas foram caçadas e capturadas em Boldekow, Anklam e Wolgast. Isso deixou apenas um corpo prussiano à solta entre o Elba e o Óder, além de guarnições em Magdeburg e no antigo eleitorado de Hanover.

## Antecedentes
O imperador o Grande Armée de Napoleão destruiu os exércitos prussianos-saxões na Batalha de Jena-Auerstadt em 14 de outubro de 1806. Na sequência desta catástrofe, as forças prussianas recuaram para o rio Elba. O Feldmarschall Charles William Ferdinand, duque de Brunswick, comandante do principal exército prussiano em Auerstedt, foi mortalmente ferido e morreu em 10 de novembro em Altona. O general de infantaria Ernst von Rüchel, gravemente ferido em Jena, deixou o exército e depois se recuperou.  O comandante em Jena, general de infantaria Frederico Luís, príncipe de Hohenlohe-Ingelfingen assumiu o comando de uma grande parte do exército prussiano derrotado, enquanto o tenente-general Gebhard von Blücher assumiu o comando de outra coluna. O tenente-general Karl August, grão-duque de Saxe-Weimar-Eisenach, que havia perdido Jena-Auerstedt, ficou na retaguarda com 12 000 soldados.

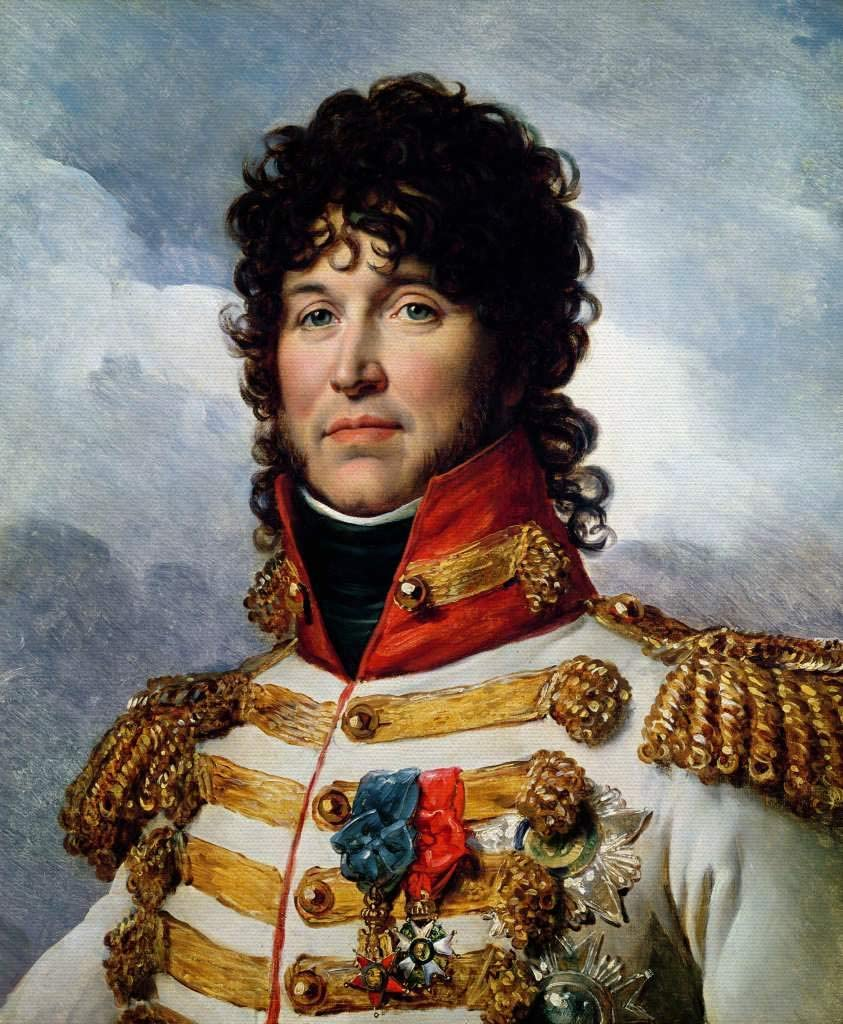
Joachim Murat

Em Magdeburg, Hohenlohe juntou-se ao tenente-general Eugene Frederick Henry, duque de Württemberg, cuja reserva foi derrotada pelo I Corpo do Marechal Jean-Baptiste Bernadotte na Batalha de Halle em 17 de outubro com pesadas perdas.  Deixando uma grande guarnição em Magdeburg, Hohenlohe partiu para o Óder em 21 de outubro.  Blücher e Saxe-Weimar cruzaram o Elba em Sandau entre os dias 24 e 26. O oberst Ludwig Yorck von Wartenburg lutou uma ação bem-sucedida de retaguarda em Altenzaun na última data contra o IV Corpo do Marechal Nicolas Soult.  Enquanto isso, a cavalaria de Murat, o III Corpo do Marechal Louis-Nicolas Davout e o V Corpo do Marechal Jean Lannes marcharam para o leste em direção a Berlim, com o VII Corpo do Marechal Pierre Augereau não muito atrás. Em 25 de outubro, as tropas de Davout marcharam por Berlim e seguiram para o leste para Küstrin e Frankfurt an der Oder. Enquanto isso, o VI Corpo do Marechal Michel Ney começou o cerco de Magdeburg. Vendo uma oportunidade de cortar Hohenlohe, Napoleão enviou Murat, Lannes e Bernadotte para o norte de Berlim.

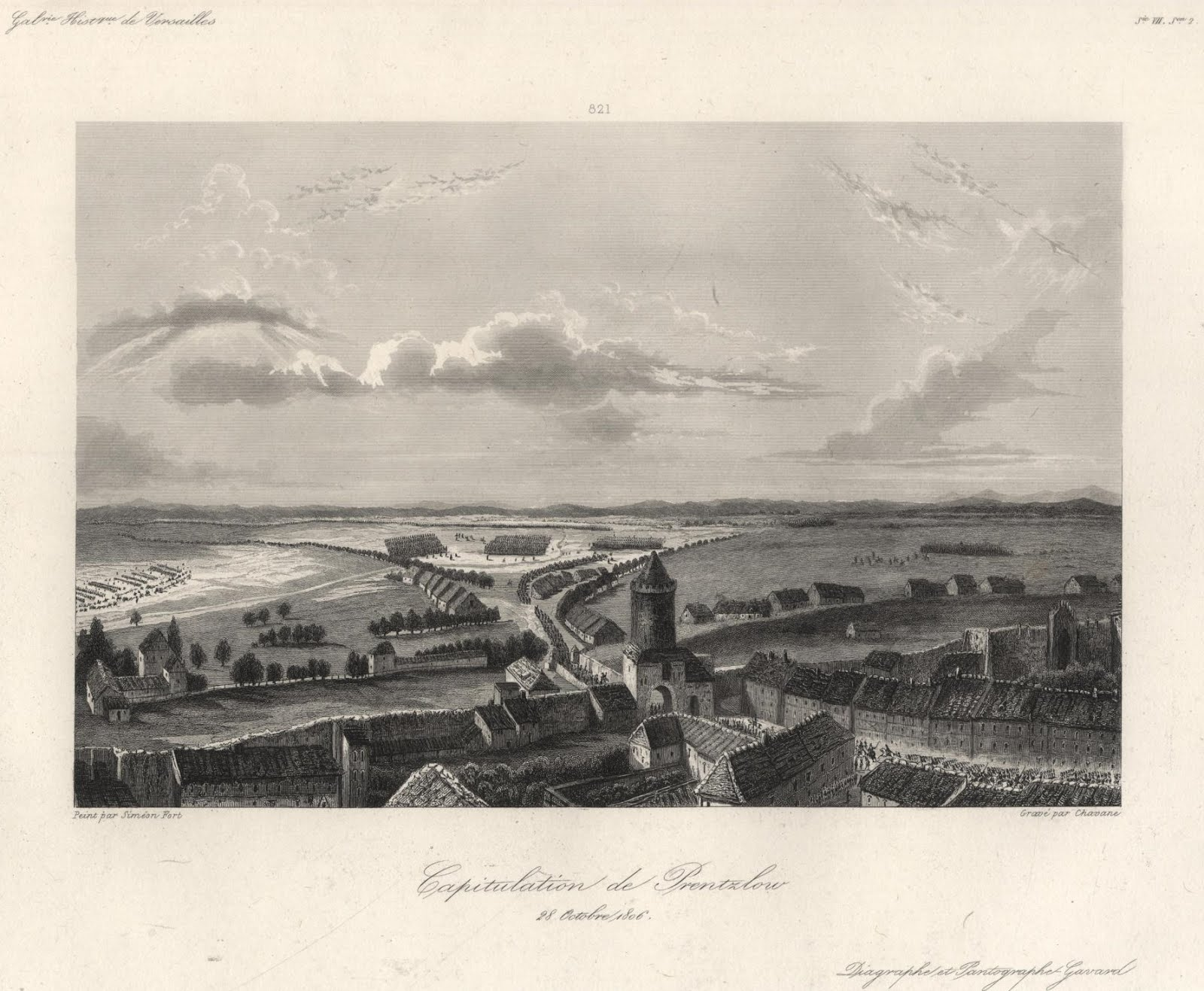
Rendição de Prenzlau

Murat derrotou a guarda de flanco de 1 300 homens do General-Mor Christian Ludwig Schimmelpfennig em Zehdenick em 26 de outubro. Depois de perder 250 homens, os sobreviventes fugiram pela estrada até chegarem a Stettin. No dia seguinte, o general da Brigada Édouard Jean Baptiste Milhaud atravessou a rota de fuga de Hohenlohe em Boitzenburg. Após uma ação de três horas, Hohenlohe expulsou a brigada de cavalaria ligeira francesa, mas não antes que os dragões de Murat capturassem a maior parte do Regimento de Couraceiros Gendarmes Nº 10 que estava atuando como guarda de flanco.  Em 28 de outubro, Murat finalmente levou Hohenlohe à terra na Batalha de Prenzlau. A 2ª Divisão de Dragões do General de Divisão Emmanuel Grouchy cortou uma faixa através da coluna de marcha prussiana, após o que a 3ª Divisão de Dragões do General de Divisão Marc Antoine de Beaumont capturou a retaguarda. Com 3 000 soldados da infantaria de Lannes à disposição, além de Lasalle e os dragões, Murat blefou Hohenlohe para entregar seus 10 000 soldados restantes alegando falsamente que os prussianos estavam cercados por forças avassaladoras.
Após a rendição, Lasalle seguiu para Löcknitz na estrada entre Pasewalk e Stettin, chegando à vila na tarde do dia 28. A brigada de Milhaud marchou para o norte na margem oeste do rio Uecker até chegar a Pasewalk no início de 29 de outubro. Descobrindo a força do oberst von Hagen na cidade, Milhaud exigiu uma rendição imediata. Hagen, encontrando Lasalle à sua frente e Milhaud atrás dele, rendeu 4 200 soldados e oito armas na Capitulação de Pasewalk.

## Capitulação

### Stettin

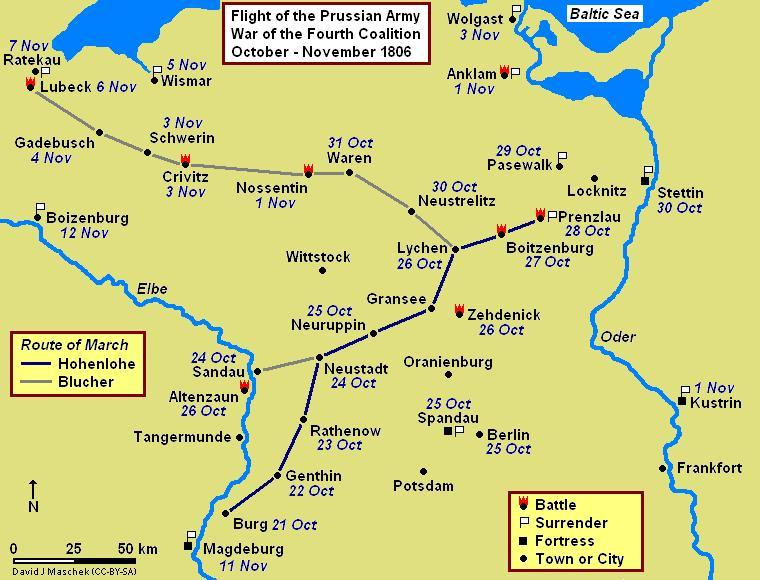
Mapa da Campanha Prenzlau-Lubeck, outubro-novembro de 1806

Lasalle marchou para Stettin, onde exigiu sua rendição no início da tarde de 29 de outubro. O tenente-general Friedrich Gisbert Wilhelm von Romberg recusou a princípio. Às 16h00, Lasalle enviou outra convocação a Romberg, desta vez com uma ameaça de tratamento severo à cidade. O general francês afirmou que todo o corpo de 30 000 homens dos Lannes estava presente. Na verdade, a guarda avançada do V Corpo não chegou mais perto do que Löcknitz naquele dia. O idoso general prussiano entrou em negociações e capitulou durante a noite de 29/30 de outubro.

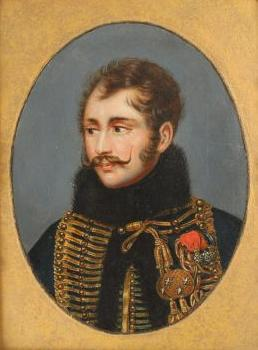
Antoine Lasalle

Romberg rendeu a fortaleza de Stettin, 5 300 soldados e 281 canhões. A guarnição prussiana era composta pelos remanescentes de Schimmelpfennig e outras forças, além dos 3º batalhões dos Regimentos de Infantaria Nº 1 Kuhnheim, Nº 13 Arnim, Nº 21 Brunswick, Nº 22 Pirch, Nº 23 Winning, Nº 25 Möllendorf, e Nº 26 Larisch. Cem oficiais foram libertados por sua palavra de honra de não lutar contra a França enquanto os soldados comuns se tornavam prisioneiros de guerra. Toda a força de Lasalle consistia em 800 cavaleiros do 5º e 7º Regimentos de Hussardos, além de dois canhões.
Nenhum dos dois oficiais subordinados protestou contra a capitulação, mas concordou em se render. Estes eram o General-Mor Kurt Gottfried von Knobelsdorff, o comandante da fortaleza e o General-Mor Bonaventura von Rauch, comandante do Forte Prússia. Em março de 1809, Romberg foi condenado e sentenciado à prisão perpétua por desistir de Stettin sem lutar. Ele morreu em 21 de maio de 1809, dois meses antes de completar 80 anos, antes de sua punição começar.

O historiador Francis Loraine Petre concluiu que a rendição de Stettin foi "vergonhosa". Sua guarnição e suprimentos adequados permitiriam que ele sustentasse um cerco. Mesmo que a fortaleza fosse indefensável, nada impedia que as tropas cruzassem para a margem leste do Óder, juntando-se aos aliados russos e continuando a guerra. Lannes escreveu a Napoleão: "O exército prussiano está em tal estado de pânico que a mera aparência de um francês é suficiente para fazê-lo depor as armas". Napoleão parabenizou Murat:
Meus cumprimentos pela captura de Stettin; se sua cavalaria ligeira assim tomar cidades fortificadas, devo desmantelar os engenheiros e derreter minha artilharia pesada. 

### Outras rendições
No dia 28, o comboio de artilharia de Blücher marchou por Neustrelitz ao meio-dia e chegou a Friedland cinco horas depois. Anteriormente, havia sido adiado por "ordens perversas" do chefe de gabinete de Hohenlohe, o oberst Christian Karl August Ludwig von Massenbach. Ao saber da capitulação de Hohenlohe, o major von Höpfner alterou sua marcha para o nordeste em direção a Anklam no dia seguinte. Em Boldekow, 14 km (8,7 mi) ao sul de Anklam, ele encontrou elementos do corpo de Lannes e se rendeu em 30 de outubro. Ao todo, os franceses capturaram o Parque de Artilharia da Reserva e o Parque da Coluna Nº 5 com 600 soldados, 800 cavalos, 25 peças de campo e 48 vagões de munição.

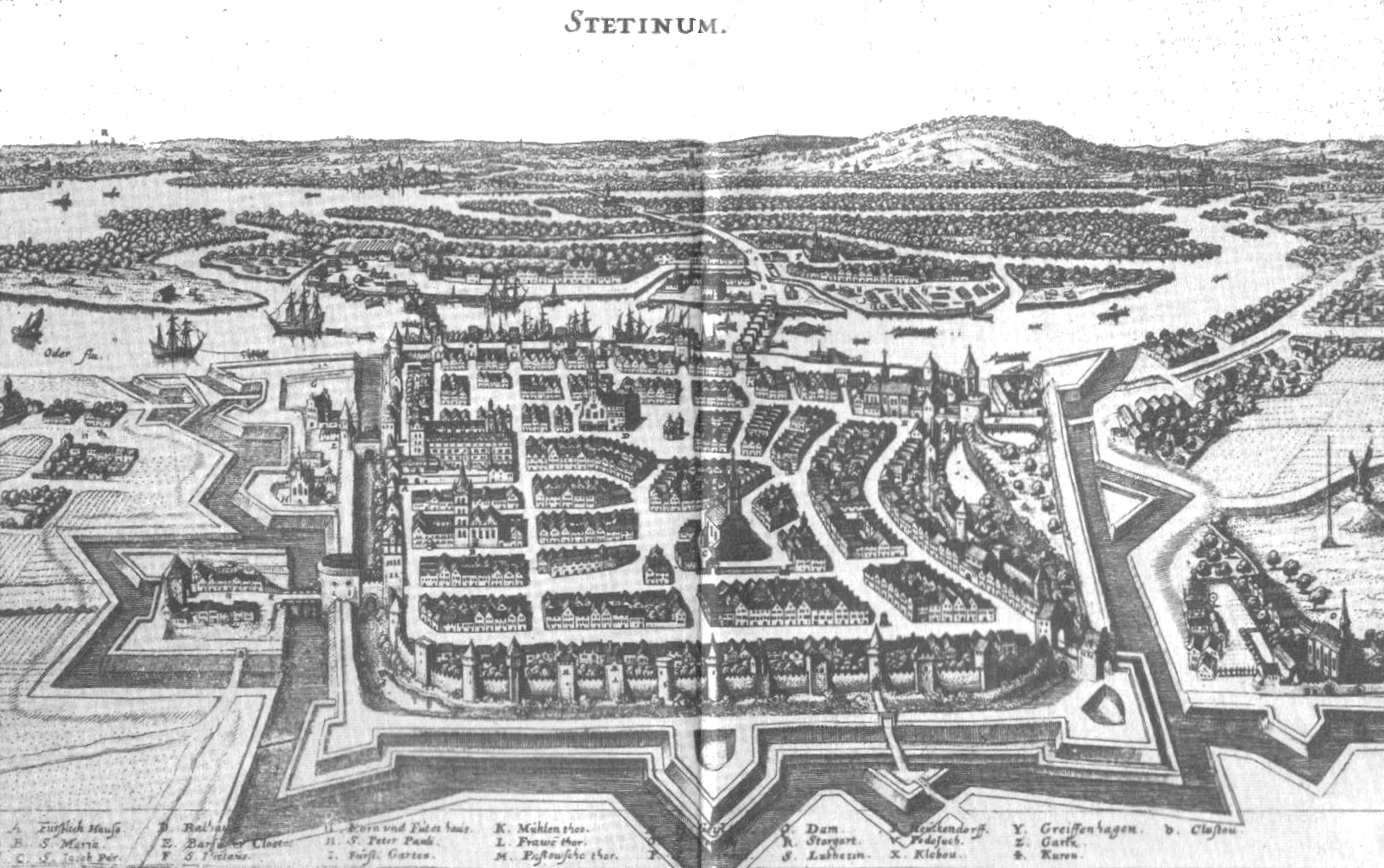
Stettin em 1642 mostrando as antigas defesas da fortaleza

A brigada de cavalaria do general-mor Karl Anton von Bila, que atuava como retaguarda de Hohenlohe, separou-se do corpo principal. Detectando a brigada de Milhaud à sua direita, Bila virou para o norte em direção a Estrasburgo. Virando para o leste, ele cruzou o Uecker ao norte de Pasewalk e chegou a Falkenwalde (agora Tanowo) a noroeste de Stettin no final do dia 29. Lá ele foi informado sobre a rendição de Hohenlohe e, mais importante, que Romberg estava negociando a capitulação de Stettin. Uma autoridade afirma que Romberg se recusou a permitir a passagem de Bila por Stettin. Invertendo seu curso, Bila dirigiu-se para noroeste e chegou a Anklam na manhã de 31 de outubro. Nesta cidade, ele se encontrou com seu irmão, que deixou Hanover em 20 de outubro com um batalhão, o tesouro e os arquivos. O tesouro foi transportado para Wolgast, onde foi transportado para um local seguro. No entanto, a quantidade de transporte era insuficiente para salvar as tropas e bagagens que chegavam ao porto.

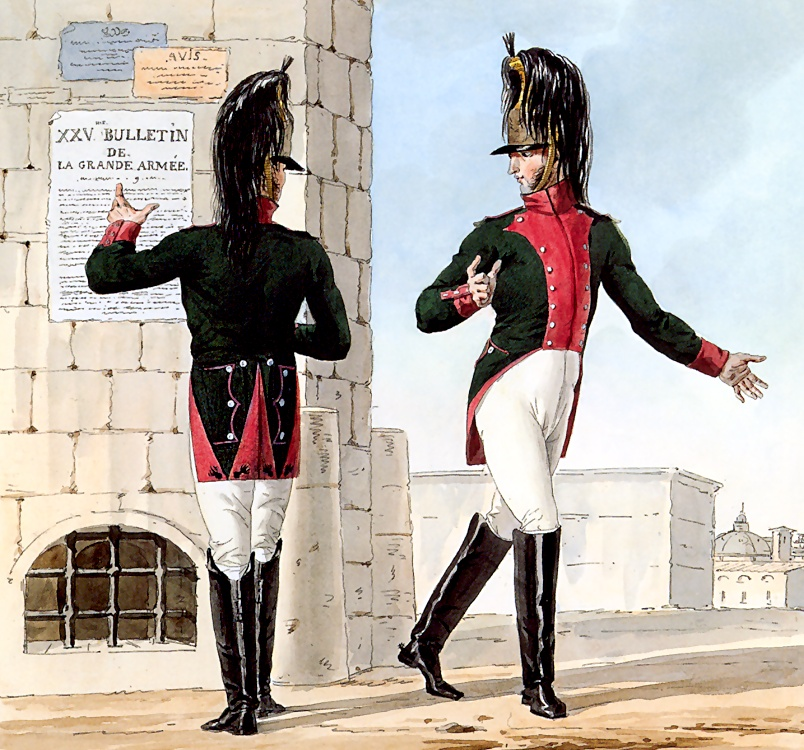
10º Dragões, parte da 2ª Divisão de Dragões de Grouchy

Na noite do dia 31, os dragões do general de divisão Nicolas Léonard Beker localizaram os irmãos Bila perto de Anklam e os atacaram, levando-os para a margem norte do rio Peene. Beker convenceu os Bilas a se renderem em 1º de novembro com 1 100 infantaria, 1 073 cavalaria e seis cores. As unidades envolvidas foram o 1º batalhão do Regimento de Infantaria Nº 57 Grävenitz, Batalhão de granadeiros Sack, Regimento de Couraceiros Nº 6 Quitzow, um esquadrão do Regimento de Couraceiros Nº 5 Bailliodz, e os remanescentes dos Couraceiros. O historiador Digby Smith escreveu que a brigada de Beker era da 4ª Divisão de Dragões do General de Divisão Louis Michel Antoine Sahuc. Como Smith, Petre observou que Beker era o comandante francês, mas afirma que em 1º de novembro a divisão de Sahuc estava com Soult em Rathenow, bem a sudoeste. De acordo com Petre, Beker assumiu temporariamente o comando da 2ª Divisão de Dragões quando Grouchy ficou doente no início da campanha. A narrativa de Petre sugere fortemente que a 2ª Divisão de Dragões estava envolvida, não a 4ª.
A fortaleza de Küstrin caiu em 1 de novembro para o general de brigada Nicolas Hyacinthe Gautier do III Corpo de Davout. A brigada, que pertencia à 3ª Divisão do General de Divisão Charles-Étienne Gudin de La Sablonnière, incluía quatro batalhões dos 25º e 8º Regimentos de Infantaria de Linha. O oberst von Ingersleben comandou uma guarnição de 2 400 soldados, incluindo 75 soldados do Regimento de Hussardos Nº 10 Usedom e os 3º batalhões dos Regimentos de Infantaria Nº 19 Oranien, Nº 24 Zenge e Nº 35 Príncipe Heinrich. Embora tivesse 92 canhões e amplos estoques de comida e munição, ele rapidamente capitulou. Ingersleben foi posteriormente condenado a ser executado por covardia, mas o rei Frederico Guilherme III comutou a sentença para prisão perpétua.
Em 2 e 3 de novembro, o 22º Regimento de Dragões da brigada do General de Brigada André Joseph Boussart chegou antes de Wolgast e garantiu a capitulação do Oberstleutnant von Prittwitz. Um total de 2.500 homens, principalmente carroceiros e não combatentes, e 500 vagões da Coluna de parque Nº 8 que caíram nas mãos desta unidade da 2ª Divisão de Dragões de Grouchy.

## Resultado
Em 3 de novembro, entre o Elba e o Óder, o único exército de campo prussiano remanescente foi liderado por Blücher e pelo tenente-general Christian Ludwig von Winning, que aliviou Saxe-Weimar. Também havia guarnições em Magdeburg, Hameln, Nienburg e Plassenburg. Winning desejava marchar para o porto de Rostock e tentar escapar pelo mar. Esta noção foi rejeitada por Blücher, que queria marchar a força de 21 000 homens para o leste. Ele planejava unir forças com o Tenente-General Karl Ludwig von Lecoq em Hanôver ou marchar em Magdeburg. Soult, Bernadotte e Murat finalmente alcançaram Blücher na Batalha de Lübeck em 6 de novembro.